# Fodboldgolf
Fodboldgolf er en forholdsvis ny sportsgren og fænomen inden for sportsgrenenes og sportens verden.
Som i Golf spilles der på forskellige baner, som er tildelt forskellige par.
Hullerne på greenen passer med en fodbold. Lidt firkantet kan det beskrives og siges at i stedet for golfkøller, så har fodboldgolfspillere deres ben som "slagudstyr".
Danmark har efterhånden et tocifret antal af fodboldgolfbaner, rundt omkring i landet. Ofte er disse placeret i mindre befolkningsområder eller i landområder, ligesom Golfbaner.
Nogle fodboldgolfbaner er også etableret som et tilbud til underholdning til folk. Ligesom paintball og minigolf er det – i nogle tilfælde tilbydes fodboldgolf samme sted som fx disse underholdningstilbud.
Dette i modsætning til mange andre, og de fleste, sportsgrene der kan spilles og dyrkes mere centralt i forhold til beboelsesområder med større indbyggertal.
I Danmark er der en landsdækkende organisation for fodboldgolf.
Ikke alle eksisterende baner er dog tilmeldt og er medlem af DFGU. Især Sjælland er fraværende. Fodboldgolf i Danmark er hovedsageligt domineret af Jylland.
Der er blevet holdt flere danmarksmesterskaber i fodboldgolf. Som hovedregel er, og bliver, DM hovedsageligt afholdt på en udvalgt bane.
Desuden forsøger man sig og gør en indsats for at udvikle og afvikle en form for holdturnerings-DM på de forskellige baner.
En regerende organisation internationalt har fodboldgolf også. Dette i form af World Football Golf Association.
Der afholdes VM hvert år. I 2011 blev VM afholdt i Tyskland i og ved banen i byen Dirmstein. Danske spillere deltog i blandt mange andre nationaliteter.
Martin Schmücker er tidligere verdensmester og danmarksmester 
VM 2023 blev afholdt i Danmark på Skejby Fodboldgolfs baner nær Århus. Danske Anders Bollerup tog igen titlen som verdensmester.
WFGA (World Footballgolf Association) er det internationale forbund. Det danske forbund hedder nu DFGF (Dansk Fodboldgolf Forening).

## Fodnoter
1. ↑  "DFGU's hjemmeside". Arkiveret fra originalen 17. november 2011. Hentet 5. august 2011.
2. ↑  "Medlemmer af DFGU". Arkiveret fra originalen 17. februar 2012. Hentet 5. august 2011.
3. ↑  "Dansk fodboldgolf-liga". Arkiveret fra originalen 30. oktober 2011. Hentet 5. august 2011.
4. ↑  "World Football Golf Association's hjemmeside". Arkiveret fra originalen 8. august 2011. Hentet 5. august 2011.
5. ↑  Martin Schmücker Arkiveret 3. marts 2016 hos  Wayback Machine på worldfootballgolf.com